# Шевченко Іван Савич
Шевче́нко Іван Савич (нар. 19 серпня 1913, Преображенка — пом. ?) — український радянський художник театру.

## Біографія
Народився 19 серпня 1913 року в селі Преображенці (нині — Нікопольського району Дніпропетровської області).
У 1941 році закінчив художнє училищеще, 1951 року — Харківський художній інститут. З того ж року — головний художник Житомирського українського музично-драматичного театру, член КПРС з 1956 року.

## Творчість
Оформив вистави:
- «Майська ніч» Михайла Старицького;
- «Лісова пісня» Лесі Українки;
- «Ревізор» Миколи Гоголя;
- «Шельменко-денщик» Григорія Квітки-Основ'яненка;
- «Мартин Боруля» Івана Карпенка-Карого;
- «Загибель ескадри» Олександра Корнійчука;
- «Фараони», «Дикий Ангел» Олексія Коломійця;
- «Безприданниця» Олександра Островського;
- «Син рибалки» В. Лаціса тощо.

## Відзнаки
- Заслужений діяч мистецтв УРСР з 1968 року;
- Нагороджений орденом Вітчизняної війни 2-го ступеня (6 квітня 1985)[1]